# دری مورکین
دری مورکین (انگلیسی: Derry Murkin؛ زادهٔ ۲۷ ژوئیهٔ ۱۹۹۹) بازیکن فوتبال اهل بریتانیا است که در حال حاضر برای باشگاه فوتبال شالکه ۰۴ بازی می‌کند.
از باشگاه‌هایی که در آن بازی کرده است می‌توان به باشگاه فوتبال شالکه ۰۴ و باشگاه فوتبال ولندام اشاره کرد.

## زندگی شخصی
دری مورکین در کولچستر به دنیا آمد و شغل مادرش باعث شد خانواده‌اش در سن چهار سالگی به هلند منتقل شوند.

## دوران باشگاهی

### ولندام
مورکین فوتبال پایه را با بازی برای چند تیم هلندی آغاز کرد و سپس در سال ۲۰۱۵ به آکادمی جوانان باشگاه فوتبال ولندام پیوست. در فصل ۲۰۱۸–۱۹، او ۲۱ گل در ۳۴ بازی برای جوانان ولندام به ثمر رساند و به آنها در کسب عنوان قهرمانی دسته سوم کمک کرد. در نیم فصل اول ۲۰۱۸–۱۹، مورکین همچنین اولین بازی حرفه‌ای خود را برای ولندام انجام داد و در شکست ۳–۱ مقابل آیندهوون در لیگ دسته اول فوتبال هلند در ۱۸ ژانویه ۲۰۱۹ به عنوان بازکیکن تعویضی وارد زمین شد. او اولین گل خود را برای ولندام در ۲۲ نوامبر ۲۰۱۹ به ثمر رساند که در نهایت در پیروزی ۲–۱ خارج از خانه مقابل باشگاه فوتبال اکسلسیور تعیین‌کننده بود.
مورکین در فصل ۲۰۲۰–۲۱ در دسته اول هلند به پیشرفت دست یافت، زیرا به عنوان مدافع چپ تحت هدایت ویم یونک قرار گرفت و به دلیل خروج گییس اسمال به باشگاه فوتبال توئنته بیشتر به بازی گرفته شد. او در آن فصل در ۳۲ بازی مجموعاً شش گل به ثمر رساند و هفت پاس گل داد و عملکردهایش باعث شد تا عنوان استعداد ولندام در فصل را به دست آورد.

### شالکه ۰۴
در ۳۰ اوت ۲۰۲۳، مورکین قراردادی سه‌ساله با باشگاه آلمانی حاضر در بوندس‌لیگا ۲، شالکه ۰۴ امضا کرد. او در ۲ سپتامبر در یک بازی لیگ مقابل باشگاه فوتبال وهن ویسبادن اولین بازی خود را برای دی کونیگسبلائو انجام داد و در نیمه اول به جای سویچیرو کوزوکی وارد زمین شد و نه دقیقه بعد اولین پاس گل خود را ارائه داد که به تساوی ۱–۱ انجامید. در ۱۶ سپتامبر او اولین گل خود را برای باشگاه به ثمر رساند و بازی را به تساوی ۲–۲ کشاند و در نهایت به تیمش در پیروزی ۴–۳ خانگی مقابل باشگاه فوتبال ماگدبورگ ۱ کمک کرد.